# Ronald Biggs
Ronald Arthur Biggs, mais conhecido como Ronnie Biggs (Lambeth, 8 de agosto de 1929 — Barnet, 18 de dezembro de 2013), foi um criminoso britânico mais conhecido por escapar da cadeia após sua participação secundária no roubo a um trem postal em 1963. Fugiu para o Brasil em 1970, permanecendo no país até retornar a Inglaterra em 2001.

## Biografia
Ronald Biggs nasceu em Lambeth, Inglaterra. Em 1929  se alistou na RAF, mas foi dispensado com desonra em 1949 por deserção. Em 1960 casou-se com Charmian Brent, tendo com ela três filhos (um deles já falecido). Ficou famoso após assaltar um trem postal em Buckinghamshire, em  1963. Com a ajuda de mais 15 comparsas, roubou 2,6 milhões de libras, sendo detido no ano seguinte, juntamente com a maioria dos envolvidos. Depois de processado e condenado, escapou da penitenciária Her Majesty's Prison Service em Wandsworth, Londres, em 1965, escalando o muro com uma escada feita de cordas. Fugiu para Paris, onde adquiriu um passaporte falso e passou por uma cirurgia plástica. Em 1970, mudou-se para Adelaide, Austrália. Trabalhou na montagem  de cenários (antes do crime, Biggs era marceneiro) no Channel 10, até que um repórter o reconheceu. Fugiu então para Blackburn North em Melbourne, permanecendo ali por algum tempo antes de viajar para o Brasil no mesmo ano, deixando esposa e filhos para trás. Em 1971, o seu filho Nicholas, de 10 anos, morreu em um acidente de carro.

### A vida no Brasil
Em 1974, foi encontrado pelo jornal Daily Express no Rio de Janeiro. O repórter Colin MacKenzie recebera informações do paradeiro de Biggs, e os detetives da Scotland Yard não tardaram a surgir em seu encalço. No entanto ele não poderia ser extraditado, pois na época não havia compromissos recíprocos ou tratados de extradição firmados entre o Brasil e o Reino Unido. Para completar, a então namorada de Biggs (Raimunda de Castro, dançarina em casas noturnas), estava grávida, situação que nunca impediu a expulsão de Biggs, segundo a lei brasileira. Na verdade, o Brasil aceitou o acordo de reciprocidade com a Inglaterra, sendo que este país não quis. Em razão do regime autoritário, as autoridades inglesas temiam que o Brasil solicitasse a extradição de presos políticos. Seu status de foragido também não lhe permitia trabalhar legalmente, mas não o impedia de tirar proveito do azar da Scotland Yard. Repentinamente xícaras e camisetas com a estampa de Biggs começaram a surgir em pontos turísticos do Rio. Por alguns dólares, qualquer um poderia almoçar e bater um papo com o charmoso anti-herói.
Em 1981, Biggs foi sequestrado por uma gangue de aventureiros, que o levou até Barbados esperando receber alguma recompensa da polícia britânica. O plano acabou desmascarado, e Biggs fez uso de brechas na lei para ser mandado de volta ao Brasil. Em fevereiro de 2006 o Channel 4 exibiu um documentário apresentando dramatizações da tentativa de repatriação e entrevistas com John Miller, ex-oficial do Exército Britânico que colocou o plano em prática. A gangue foi liderada pelo consultor de segurança Patrick King, que no documentário deixa a entender que o sequestro pode ter sido parte de uma operação secreta do governo.

### Carreira artística
Apesar de figura menor na realização do roubo, Biggs acabou se tornando de certo modo uma celebridade. Supostamente retornou à Inglaterra diversas vezes durante a realização de um documentário sobre o assalto, sempre disfarçado. Também gravou vocais em duas faixas de The Great Rock 'n' Roll Swindle, filme de Julien Temple sobre os Sex Pistols. As bases de "No One is Innocent" (conhecida como "The Biggest Blow (A Punk Prayer) e "Belsen Was a Gas" foram registradas com o guitarrista Steve Jones e o baterista Paul Cook em um estúdio no Brasil pouco depois do último concerto dos Pistols, com overdubs adicionados posteriormente em um estúdio britânico. "No One is Innocent" foi lançado como single no Reino Unido, alcançando o 6° lugar nas paradas britânicas.
Após a tentativa de extradição, Biggs juntou-se a Bruce Henry (um baixista estadunidense), Jaime Shields e Aureo de Souza para gravar "Mailbag Blues", uma narrativa musical de sua vida, que ele pretendia usar como trilha sonora de um filme. O álbum foi relançado em 2004 pela Whatmusic.
O filho de Biggs com Raimunda de Castro, Michael Biggs, também acabaria seguindo carreira musical, se tornando membro do grupo infantil Turma do Balão Mágico e trazendo uma nova fonte de renda para seu pai. Pouco depois, no entanto, o grupo terminou, deixando pai e filho novamente em delicada situação financeira.
Biggs voltou aos estúdios em 1991, desta vez para gravar vocais na faixa "Carnival In Rio (Punk Was)", da banda alemã Die Toten Hosen.

### Retorno a Inglaterra
Em 2001, ele declarou ao jornal The Sun que estava disposto a voltar para sua terra natal. Mesmo sabendo que seria detido assim que desembarcasse na Inglaterra, Biggs retornou voluntariamente em 7 de maio de 2001, sendo imediatamente preso. Sua viagem, num jato fretado, foi paga pelo The Sun, que também teria pago mais de 44 000 libras, além das despesas relativas à viagem, em troca de exclusividade pela história.
Após diversos apelos e petições de soltura (baseados na saúde frágil de Biggs, que desde seu retorno sofreu dois ataques cardíacos e vários derrames) serem negados pela justiça britânica, seu advogado anunciou em junho de 2008 que, por ter cumprido um terço de sua condenação de 30 anos, Biggs teria direito à liberdade condicional. O pedido, agendado para análise em 2009, foi negado no dia 1 de julho pelo secretário de justiça britânico Jack Straw, pois segundo ele Biggs não apresentava arrependimento por seus crimes. No dia 28 de julho, Biggs foi internado com pneumonia severa, no hospital universitário de Norfolk e Norwich. No dia 6 de Agosto de 2009, o Ministro da Justiça da Inglaterra, Jack Straw, concedeu liberdade a Biggs, devido ao seu debilitado estado de saúde.
Ronald Biggs morreu aos 84 anos na manhã do dia 18 de dezembro de 2013, em uma casa para idosos, em Londres. Ele foi velado sob as bandeiras britânica e brasileira em 3 de janeiro de 2014 e no mesmo dia seu corpo foi cremado.